# Амануры
Амануры (мар. Аманыр) — деревня в Горномарийском районе Республики Марий Эл. Входит в состав Еласовского сельского поселения.

## Этимология
Горномарийское название деревни Аманыр происходит от имени Аман и слова «ныр» — «поле».

## География
Находится в юго-западной части республики Марий Эл на расстоянии приблизительно 14 км на юг-юго-запад от районного центра города Козьмодемьянск.

## История
Известна с 1859 года как околодок Амапур, где числилось 12 дворов (97 человек). В 1898 году в деревне Малые Шурмары Первые, Амануры было 24 двора (142 человека). В 1915 году в деревне Амануры насчитывалось 35 дворов с населением 187 человек. В 1919 году здесь в 38 дворах проживало 184 человека, а в 1925 году — 198 человек. В 2001 году здесь было 43 двора, в том числе 3 пустующих. В советское время работали колхозы «Амануры», «Красное Селище», им. Радугина и «Коммунизм».

## Население
Население составляло 80 человек (горные мари 99 %) в 2002 году, 70 в 2010.

## Известные уроженцы
- Игнатьев Григорий Игнатьевич (1901—1985) — марийский советский государственный и хозяйственный деятель. Председатель колхоза д. Красное Селище Еласовского / Горномарийского района Марийской автономной области / Марийской АССР (1931—1941, 1945—1959).
- Сидушкин, Нифонт Афанасьевич (1898—1975) — марийский советский и российский композитор, хоровой дирижёр, музыкальный педагог и общественный деятель.